# Спешилов, Александр Николаевич
Александр Николаевич Спешилов (5 октября 1899, Тупица, Пермский уезд, Российская империя — 5 октября 1985, Пермь) — советский писатель, редактор, член Союза писателей СССР. Первый руководитель Молотовского (Пермского) Союза писателей и участник Гражданской войны. Наиболее известен как автор романа «Бурлаки» и различных детских рассказов.

## Биография
Родился 5 октября 1899 года в деревне Тупица Слудской волости Пермского уезда и губернии.
В 1914 году Спешилов окончил Слудское двухклассное мужское училище. С 11 лет начал работать, трудился грузчиком в Набережных Челнах. Служил матросом на казенном пароходе «Вятка», затем писцом в конторе Чусовского технического участка Пермского отделения Казанского округа Министерства путей сообщения.
В юности Спешилов приобщился к литературному труду и не расставался с ним ни на фронтах гражданской войны, ни в последующие годы социалистического строительства. В 1918 году вступил в Красногвардейский отряд. Закончил Екатеринбургскую художественно-промышленную школу, где обучался на подготовительных курсах декоративного отделения Пермских высших художественных мастерских, получив диплом художника-оформителя и преподавателя черчения и рисования. В 1918-1919 гг. работал в Слудском волисполкоме. В 1921 году окончил Екатеринбургские высшие государственные художественные мастерские, затем Пермский художественный техникум. В 1923 году организовал объединение «Кружок», после того, как приехал на свою родину. С 1924 года работал учителем рисования и черчения в Пермской совпартшколе, городской школе № 21. В 1926 году принят во Всероссийский Союз крестьянских писателей.
В 1935 году работал заведующим заводской многотиражки, в редакции газеты з-да им. И. В. Сталина «За мотор» (Пермский завод им. И. В. Сталина, позже — им. Я. М. Свердлова) и в этом же 1935 году стал членом Союза писателей СССР. В 1940 году опубликовал первую повесть романа «Бурлаки», которая стала на Урале популярной и начала десятками раз перепечатываться в различных изданиях. Также Спешилов являлся первым ответственным секретарем созданного в 1941 года Пермского отделения Союза писателей СССР, а до 1944 года редактором, затем и директором Пермского книжного издательства. С 1944 года являлся литсотрудником редакции газеты «Звезда», в 1946-1948 гг. вновь работал в должности редактора книжного издательства, до 1950 года в должности внештатного редактора сельхозлитературы, редакции газеты «Звезда».
Занимался много лет литературным творчеством. Когда Спешилов был уже членом Союза писателей, он при своей загруженной работе оставался простым человеком, был доступен для народа, а большинству талантливых людей давал путёвку в жизнь.
С 1955-1965 года ездил в летнее время на экспедиции с геологами, результатом этих поездок стали повести «Приключения Белки в Саянской тайге» и «Первый маршрут Иры Сулимовой». В 1979 году выходит его автобиография «Страницы прожитого». В ней писатель тепло повествует о том, что пришлось ему пережить и увидеть за свою жизнь. С любовью вспоминает людей, с которыми ему пришлось встречаться. После автобиографии писатель получал много писем от героев книги. В возрасте 80 лет Спешилов продолжал встречи с молодежью — проводил беседы в школах и клубах, а когда уже не выходил из дому, проводил встречи на дому.
Ушел из жизни 5 октября 1985 года в возрасте 86-и лет. Похоронен на Южном кладбище Перми.

## Звания и награды
- Медаль «За боевые заслуги»
- Медаль «За трудовую доблесть»

## Память
- С 2011 года в Очёре Пермского края проходят литературно-художественные чтения памяти А. Н. Спешилова[1][2][3].
- В честь него названа улица (улица Спешилова) в Перми .